# Гора Херцл Плаза
31° 46′ 25.64″ N 35° 10′ 48.94″ E / 31.7737889° С; 35.1802611° И
Гора Херцл Плаза је централни церемонијални трг у Гори Херцл у Јерусалиму. Плаза се користи за свечано отварање Дана независности Израела сваке године. На северној страни трга је гроб Теодора Херцла, оснивача модерног политичког ционизма. Плаза је на највишем месту Горе Херцл у центру националног гробља. Дана 18. априла 2012. године, током пробе за церемонију Дана независности, пала је електрична бандера. Она је убила једног војника, а ранила седам других војника. Војник је сахрањен у војном гробљу у близини.

## Галерија
- Мапа трга са Херцловим гробом
- Херцлов гроб, поглед са северне стране
- Барака, поглед са трга, јужна страна